# June 2010 Rehearsal
June 2010 Rehearsal ist die vierte EP der Band Primus. Sie wurde am 5. August 2010 als Download auf Prawn Song Records veröffentlicht.

## Hintergrund
Die EP wurde gratis auf der offiziellen Webseite der Band Primus als Download veröffentlicht. Sie ist die erste Veröffentlichung der Band zusammen mit Schlagzeuger Jay Lane, der die Band vor ihrem Debüt Suck on This verlassen hatte.

## Titel
Texte: Les Claypool, Musik: Primus, außer: Gitarren-Linien auf Harold of the Rock und Pudding Time von Todd Huth.
| Nr.          | Titel                                  | Album                      | Länge |
| ------------ | -------------------------------------- | -------------------------- | ----- |
| 1.           | Pudding Time                           | Frizzle Fry                | 5:04  |
| 2.           | American Life                          | Sailing the Seas of Cheese | 7:44  |
| 3.           | Duchess and the Proverbial Mind Spread | Brown Album (Primus)       | 4:47  |
| 4.           | Harold of the Rocks                    | Frizzle Fry                | 8:43  |
| Gesamtlänge: | Gesamtlänge:                           | Gesamtlänge:               | 26:18 |

## Besetzung
- Les Claypool – Bass, Gesang
- Larry LaLonde – E-Gitarre
- Jay Lane – Schlagzeug, Perkussion